# 장향희
장향희(1980년 ~)는 대한민국의 뮤지컬 배우, 가수다. 2004년 뮤지컬 '파우스트'로 데뷔했다.

## 방송
- 내일은 미스트롯 2 (2020) - Top112

## 공연
- 위대한 개츠비 (2019)
- 사랑했어요 - 성남 (2019)
- 뮤지컬 '엑스칼리버' (2019)
- 그리스 (2008)
- 나쁜 녀석들 (2008)
- 뷰티풀 게임 (2007)
- 웨스트 사이드 스토리 (2007)
- 명성황후 (2006)
- 카르멘 (2005)
- 파우스트 (2004)

## 음반
- 척척척 (2016)
- 척척척 (2017)

## 피처링
- 조한민, 덤앤덤 <믿음의 세대> (2018)